# Merionoeda longicollis
Merionoeda longicollis là một loài bọ cánh cứng trong họ Cerambycidae.